# Maurovići (Barilović)
 Maurovići  falu Horvátországban, Károlyváros megyében. Közigazgatásilag Barilovićhoz tartozik.

## Fekvése
Károlyvárostól 21 km-re, községközpontjától 10 km-re délnyugatra  fekszik.

## Története
A településnek 1857-ben 114, 1910-ben 73 lakosa volt. Trianon előtt Modrus-Fiume vármegye Vojnići járásához tartozott. 2011-ben 7 lakosa volt.

## Lakosság
| Lakosság változása | Lakosság változása | Lakosság változása | Lakosság változása | Lakosság változása | Lakosság változása | Lakosság változása | Lakosság változása | Lakosság változása | Lakosság változása | Lakosság változása | Lakosság változása | Lakosság változása | Lakosság változása | Lakosság változása | Lakosság változása |
| ------------------ | ------------------ | ------------------ | ------------------ | ------------------ | ------------------ | ------------------ | ------------------ | ------------------ | ------------------ | ------------------ | ------------------ | ------------------ | ------------------ | ------------------ | ------------------ |
| 1857               | 1869               | 1880               | 1890               | 1900               | 1910               | 1921               | 1931               | 1948               | 1953               | 1961               | 1971               | 1981               | 1991               | 2001               | 2011               |
| 114                | 57                 | 57                 | 59                 | 52                 | 73                 | 69                 | 76                 | 68                 | 82                 | 83                 | 60                 | 48                 | 39                 | 13                 | 7                  |